# Don Peyote
Pour plus de détails, voir Fiche technique et Distribution.
Don Peyote est un film américain de Dan Fogler et Michael Canzoniero, sorti en 2014.

## Synopsis
Un chômeur est accosté par un inconnu sur la voie publique, ce dernier lui prétend que la fin du monde est proche.

## Fiche technique
- Titre : Don Peyote
- Réalisation : Dan Fogler et Michael Canzoniero
- Scénario : Dan Fogler et Michael Canzoniero
- Pays d'origine : États-Unis
- Genre : comédie
- Date de sortie : 2014

## Distribution
- Dan Fogler : Warren Allmän
- Josh Duhamel : Adam
- Jay Baruchel : Bates
- Wallace Shawn : Dr Fieldman
- Anne Hathaway : Dream Agent
- Joe Coleman : John
- Anthony Haden-Guest : Automaton Man
- Topher Grace : Galvin Culpepper
- Abel Ferrara : chauffeur de Manhattan
- Annabella Sciorra : Giulietta
- Elisabeth Harnois : Eve
- Meital Dohan
- Dean Winters (non crédité)